# Сив паунов фазан
Сивият паунов фазан (Polyplectron bicalcaratum) е вид птица от семейство Phasianidae.

## Разпространение и местообитание
Разпространен е в Бангладеш, Бутан, Виетнам, Индия, Камбоджа, Китай, Лаос, Мианмар и Тайланд.